# Coazzolo
Coazzolo é uma comuna italiana da região do Piemonte, província de Asti, com cerca de 300 habitantes. Estende-se por uma área de 4 km², tendo uma densidade populacional de 75 hab/km². Faz fronteira com Castagnole delle Lanze, Castiglione Tinella (CN), Mango (CN), Neive (CN), Santo Stefano Belbo (CN).

## Demografia
| Variação demográfica do município entre 1861 e 2011                               |
|                                                                                   |
| Fonte: Istituto Nazionale di Statistica (ISTAT) - Elaboração gráfica da Wikipedia |